# Костопольский медицинский колледж
Костопольский медицинский колледж — учебное заведение в городе Костополь Ровненской области Украины.

## История
Школа медицинских сестёр в райцентре Костополь была открыта по решению Ровенского областного комитета охраны здоровья в 1952 году.
В 1954 году на базе школы медсестёр было создано Костопольское медицинское училище.
В мае 1997 года по решению Кабинета министров Украины Костопольское медицинское училище было преобразовано в филиал Ровенского медицинского училища.
3 декабря 2018 года учебное заведение было переименовано в Костопольский медицинский колледж Ровенской медицинской академии.

## Современное состояние
Колледж является государственным высшим учебным заведением I—II уровня аккредитации, которое готовит младших медицинских специалистов по двум специальностям: медицинские сёстры и акушерки.
В состав колледжа входят трехэтажный учебный корпус, библиотека с читальным залом, спортзал и спортивная площадка.